# Cloverleaf
Cloverleaf statisztikai település az Amerikai Egyesült Államok Texas államában, Harris megyében. Lakosainak száma 24 100 fő (2020. április 1.).

## Népesség
A település népességének változása:

| 2010 | 22 942 |
| 2020 | 24 100 |